# Vlad Țepeș (Călărași)
Pour les articles homonymes, voir Vlad Tepes.
Vlad Țepeș est une commune roumaine située dans le județ de Călărași.